# Priemen (Neetzow-Liepen)
Priemen ist ein Dorf im Landkreis Vorpommern-Greifswald. Es ist Ortsteil der Gemeinde Neetzow-Liepen.

## Geografie und Verkehr
Priemen liegt 2 km nordwestlich der B 110 Anklam–Jarmen. Von Anklam ist der Ort 17,8 km entfernt und 13,5 km von Jarmen, wo sich auch die Auffahrt auf die A 20 befindet.

## Geschichte
Priemen wurde erstmals 1172 als „Primziz“ urkundlich genannt, es war Bestandteil des Burgbezirkes Meseritz. Es ist eine slawische Gründung am Peenehochufer. Grundlage war dort ein Burgwall mit Siedlung, der Burgwall ist noch heute sichtbar und als geschütztes Bodendenkmal bekannt.
Im 13. Jahrhundert wurde Priemen Bewidmungsgut für das benachbarte Kloster Stolpe. Im 15. Jahrhundert kam das Gut in den Besitz der Familie von Teßin (Tessin), die im 17. Jahrhundert ausstarb. 1658 gelangte dadurch Andreas von Keffenbrink in dessen Besitz. Aber bereits 1728 verkaufte Hauptmann Johann Axel von Keffenbrink das Gut an Obristleutnant Alexander Friedrich Siegmund von Willenson. Auf Grund seiner Beziehungen ging das Gut aber 1798 an Georg Friedrich von Eickstedt. Die Eickstedts verkauften es dann 1849 an von Kruse auf Neetzow.
Die Ortschaft hatte 1865 zwei Teile, das Gutsdorf mit 11 Wohn- und 12 Wirtschaftsgebäuden, sowie 1 Windmühle, 1 Schmiede und 1 Ziegelei. Sie hatte 123 Einwohner, davon 2 Verwalter mit Familien, sowie Gesinde und Tagelöhner.
Die Gutsziegelei wurde auf dem Burgwall direkt an der Peene errichtet, sie war aber bereits vor 1880 wieder aufgegeben.
Das Bauerndorf hatte 10 Wohn- und 11 Wirtschaftsbauten, 1 Windmühle und 1 Schmiede. Dieser Dorfteil hatte 64 Einwohner, darunter waren 4 Halbbauern und 1 Kossate, sowie 1 Pachtfischer auf der Peene.
Wegen des Brennstoff- bzw. Energiemangels in diesen Gebieten wurden im Peenetal nach 1800 verstärkt nordöstlich von Priemen ausgedehnte Torfstiche angelegt.
Priemen ist ein typisches Gutsdorf, das seine jetzige Form mit dem südwestlich gelegenen dreieckigen Dorfanger Aufsiedelungen der 1930er Jahre und später nach 1945 der Bodenreform mit verstreuten Siedlungshäusern verdankt.
Am 1. Juli 1950 wurde Priemen nach Liepen eingemeindet.

## Sehenswürdigkeiten
- Gutsanlage Priemen
- Burgwall Priemen an der Peene
- Gerichtsberg, bronzezeitliches Hügelgrab zwischen Priemen und Kagenow und weitere Hügelgräber